# Platyja torsilinea
Platyja torsilinea là một loài bướm đêm trong họ Noctuidae.